# Bugarsko-turska granica
Bugarsko-turska granica (bug. Българо-турска граница, tur. Bulgaristan–Türkiye sınırı) je 513 km duga međunarodna granica između Republike Bugarske i Republike Turske. Uspostavljen je Sanstefanskim mirom 1878. godine kao unutarnja granica unutar Osmanskog Carstva između Adrijanopolskog vilajeta i autonomne pokrajine Istočne Rumelije. Sadašnje granice definirane su Carigradskim ugovorom (1913.) i Bugarsko-osmanskom konvencijom (1915.). Granica je ponovno potvrđena Ugovorom iz Lausanne deset godina kasnije, iako Bugarska nije bila stranka potonjeg ugovora jer je ranije ustupila Grčkoj dio svoje granice s Turskom koji je izmijenjen bugarsko-otomanskom konvencijom.

## Granična barijera
Kao odgovor na europsku migrantsku krizu, Bugarska je podigla graničnu barijeru kako bi zaustavila priljev ilegalnih prelazaka. Do lipnja 2016., bilo je izgrađeno je gotovo 146 km od 166 km planirane barijere.
U siječnju 2014., Bugarska je započela izgradnju 30 km duge sigurnosne ograde duž njezine granice s Turskom kako bi obuzdala val migranata s Srednjeg istoka i Sjeverne Afrike. Ograda visoka 3 metra i ojačana žilet žicom pokriva najmanje vidljiv dio granice između graničnog prijelaza Lesovo i sela Veliki Dervent. Bugarska vojska dovršila je zaštitnu barijeru u srpnju 2014. uz cijenu od oko 5 milijuna eura. Zbog nove ograde pokušaji ilegalnog prelaska u blizini postrojenja smanjeni su za sedam puta. Turski veleposlanik u Bugarskoj Suleyman Gokce izrazio je nezadovoljstvo graničnom barijerom dodavši kako ona stvara nezadovoljstvo i daje razlog za "razmišljanje o političkoj poruci" koju ograda šalje.
Početkom 2015. vlada je najavila proširenje granične ograde od bodljikave žice na daljnjih 130 km u cilju potpunog osiguranja kopnene granice. Premijer Bojko Borisov opisao je produljenje kao "apsolutno neophodno" kako bi se spriječio ilegalni ulazak osoba u zemlju članicu Europske unije. Bugarski parlament odlučio je nastaviti izgradnju ograde na granici s Turskom bez pokretanja postupka javne nabave zbog potrebe zaštite nacionalne sigurnosti. Ovaj posljednji dio ograde potpuno zatvara bugarsku granicu s Turskom. Od ožujka 2016., izgrađeno je gotovo 100 km od planiranih 166 km barijere.
Od kolovoza 2022. migranti koji su pokušavali ilegalno prijeći granicu ubili su jednog službenika bugarske granične policije i dva bugarska policajca.

## Prijelazi
Duž cijele granice postoje tri prijelaza, dva za kolski promet i jedan za kolski i željeznički promet. Najprometnija od tri, Kapitan Andreevo - Kapıkule, među najprometnijim je graničnim prijelazima na svijetu.
| Turska kontrolna točka | Pokrajina  | Bugarska kontrolna točka | Pokrajina | Otvoreno           | Ruta u Turksoj                                 | Ruta u Bugarskoj                                | Status   |
| ---------------------- | ---------- | ------------------------ | --------- | ------------------ | ---------------------------------------------- | ----------------------------------------------- | -------- |
| Kapıkule               | Edirne     | Kapitan Andreevo         | Haskovo   | 4 rujna 1953.      | D.100 Željeznička pruga Pehlivanköy–Svilengrad | A4 I-8 Željeznička pruga Pehlivanköy–Svilengrad | Otvoreno |
| Hamzabeyli             | Edirne     | Lesovo                   | Yambol    | 22. studenog 2004. | D.535                                          | I-7                                             | Otvoreno |
| Dereköy                | Kırklareli | Malko Tarnovo            | Burgas    | 18. srpnja 1969.   | D.555                                          | I-9                                             | Otvoreno |